# Finchley
Finchley  è un quartiere residenziale di Londra, situato nel borgo londinese di Barnet, North London.
Sorge su un'altura, 11 km a nord di Charing Cross. Costituiva un antico distretto nella contea del Middlesex, diventando un Municipal Borough nel 1933, fino ad entrare a far parte della Grande Londra dal 1965. È un sobborgo a carattere principalmente residenziale.

## Amministrazione

### Gemellaggi
- Montclair, dal 1945
- Siegen-Wittgenstein, dal 1951
- Le Raincy, dal 1962
- Jinja (Uganda), dal 1963